# I liga brazylijska w piłce nożnej (2017)
Campeonato Brasileiro Série A w roku 2016 był czterdziestym szóstym sezonem rozgrywek o mistrzostwo Brazylii. Mistrzem Brazylii zostało Corinthians Paulista, natomiast wicemistrzem Brazylii zostało SE Palmeiras. Królem strzelców rozgrywek został Jô z Corinthians Paulista.

## Tabela końcowa
| #   | Drużyna        | M  | Z  | R  | P  | Bramki | Punkty | Uwagi                            |
| --- | -------------- | -- | -- | -- | -- | ------ | ------ | -------------------------------- |
| 1.  | Corinthians    | 38 | 21 | 9  | 8  | 50:30  | 72     | Copa Libertadores – Faza Grupowa |
| 2.  | Palmeiras      | 38 | 19 | 6  | 13 | 61:45  | 63     | Copa Libertadores – Faza Grupowa |
| 3.  | Santos         | 38 | 17 | 12 | 9  | 42:32  | 63     | Copa Libertadores – Faza Grupowa |
| 4.  | Gremio         | 38 | 18 | 8  | 12 | 55:36  | 62     | Copa Libertadores – Faza Grupowa |
| 5.  | Cruzeiro       | 38 | 15 | 12 | 11 | 47:39  | 57     | Copa Libertadores – Faza Grupowa |
| 6.  | Flamengo       | 38 | 15 | 11 | 12 | 49:38  | 56     | Copa Libertadores – Faza Grupowa |
| 7.  | Vasco          | 38 | 15 | 11 | 12 | 40:47  | 56     | Copa Libertadores – Kwalifikacje |
| 8.  | Chapecoense-SC | 38 | 15 | 9  | 14 | 47:49  | 54     | Copa Libertadores – Kwalifikacje |
| 9.  | Atletico-MG    | 38 | 14 | 12 | 12 | 52:49  | 54     | Copa Sudamericana                |
| 10. | Botafogo RJ    | 38 | 14 | 11 | 13 | 45:42  | 53     | Copa Sudamericana                |
| 11. | Atletico-PR    | 38 | 14 | 9  | 15 | 45:43  | 51     | Copa Sudamericana                |
| 12. | Bahia          | 38 | 13 | 11 | 14 | 50:48  | 50     | Copa Sudamericana                |
| 13. | São Paulo      | 38 | 13 | 11 | 14 | 48:49  | 50     | Copa Sudamericana                |
| 14. | Fluminense     | 38 | 11 | 14 | 13 | 50:53  | 47     | Copa Sudamericana                |
| 15. | Sport Recife   | 38 | 12 | 9  | 17 | 46:58  | 45     |                                  |
| 16. | Vitoria        | 38 | 11 | 10 | 17 | 50:58  | 43     |                                  |
| 17. | Coritiba       | 38 | 11 | 10 | 17 | 42:51  | 43     | Spadek do Serie B                |
| 18. | Avai           | 38 | 10 | 13 | 15 | 29:48  | 43     | Spadek do Serie B                |
| 19. | Ponte Preta    | 38 | 10 | 9  | 19 | 37:52  | 39     | Spadek do Serie B                |
| 20. | Atletico GO    | 38 | 9  | 9  | 20 | 38:56  | 36     | Spadek do Serie B                |

Aktualne na 21 marca 2018. Źródło: https://www.flashscore.pl/pilka-nozna/brazylia/serie-a-2017/tabela/
Zasady ustalania kolejności: 1. liczba zdobytych punktów; 2. różnica zdobytych bramek; 3. większa liczba zdobytych bramek.